# Forest Lawn Memorial-Parks & Mortuaries
O Forest Lawn Memorial Parks & Mortuaries é uma organização americana que opera cemitérios e mortuários no sudoeste da Califórnia. O ator Paul Walker foi enterrado em um dos seus cemitérios, o Forest Lawn Memorial Park (Hollywood Hills). Não existem informações que comprovem se o corpo de Michael Jackson realmente está no Forest Lawn Memorial. 

## Memorial parks
- Forest Lawn Cemetery em Cathedral City
- Forest Lawn – Covina Hills em Covina
- Forest Lawn – Cypress em Cypress
- Forest Lawn Memorial Park em Glendale
- Forest Lawn Memorial Park em Hollywood Hills, Los Angeles
- Forest Lawn Memorial Park em Long Beach